# Digital Signage

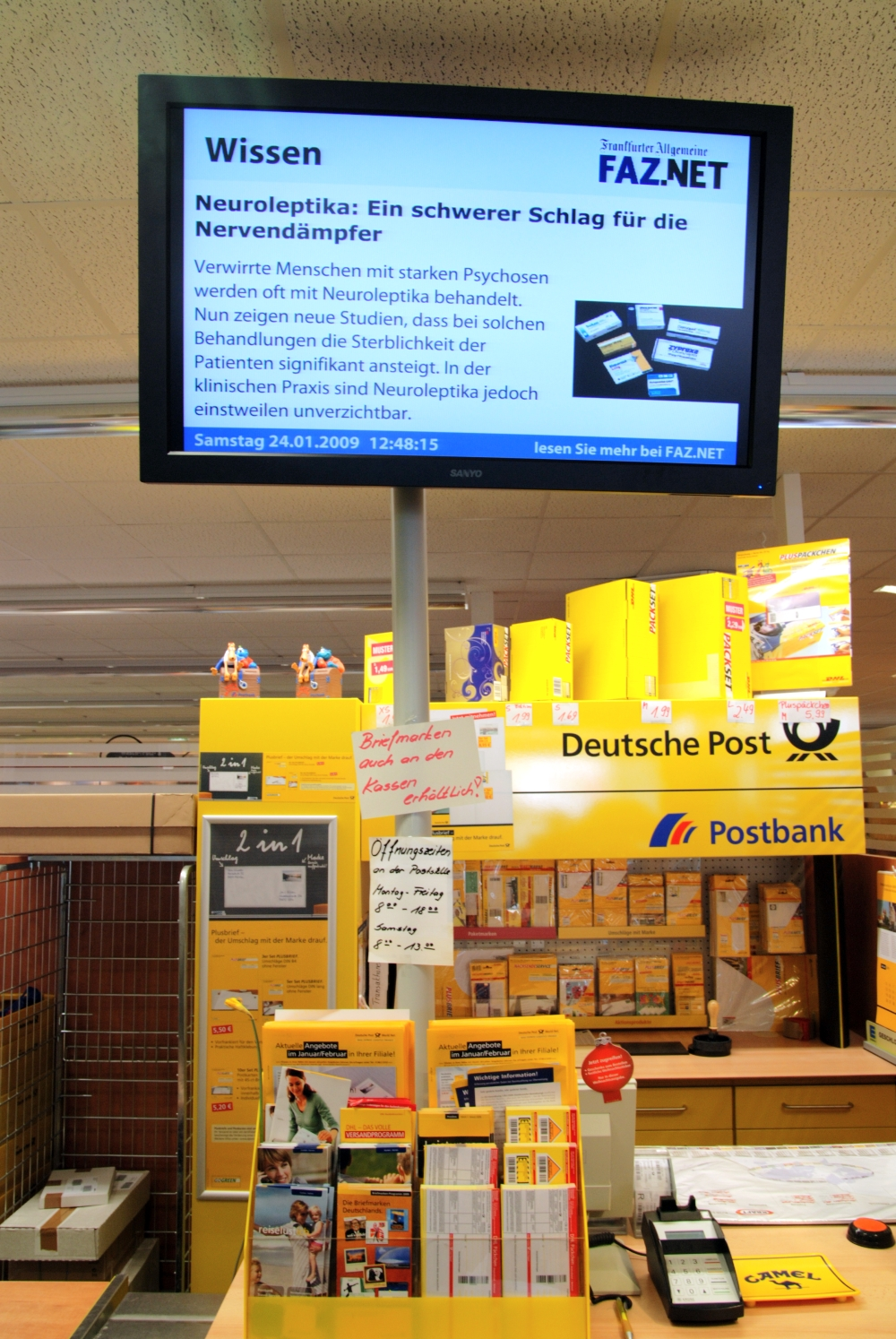
Digital Signage in einer Postfiliale

Der Begriff Digital Signage (dt.: Digitale Beschilderung) umschreibt den Einsatz digitaler (gegebenenfalls interaktiver) Medieninhalte bei Werbe- und Informationssystemen wie elektronische Plakate, elektronische Verkehrsschilder, Werbung in Geschäften, digitale Türbeschilderung oder Großbildprojektionen im Innen- sowie Außenbereich.

## Allgemein
Digital Signage ist definiert als eine „fernverwaltete Digitalanzeige, die typischerweise mit Verkauf, Werbung und Marketing verbunden ist“ oder umfassender als „ein Netzwerk elektronischer Displays, die zentral verwaltet und für die Anzeige von Text-, Animations- oder Videobotschaften (z. B. Werbung, Information, Unterhaltung, Merchandising) für das Zielpublikum individuell adressierbar sind“. Der Begriff „Digital Signage“ ist sehr dehnbar und wird selbst im Großformatdruck der digitalen Druckindustrie verwendet. Daten werden digital aufbereitet, für den Workflow kalibriert und/oder audiovisualisiert. Hersteller von Großbildschirmen und Projektoren, die Ausstatter von Konferenz- und Messetechnik und sogar Fernsehsender dürfen sich also „Digital-Signage-Anbieter“ nennen. Digital Signage kann auch ein Informationsmedium sein, das personalisiert auf die jeweilige Zielgruppe ausgerichtet ist, Daten aus der Cloud lädt oder mit einem Mediaplayer oder USB-Stick seine Kampagnen interaktiv abspielt.
Digital Signage sind also vernetzte (audio-)visuelle und digitalisierte Informationen, deren Inhalte, auch „Content“ genannt, immer mittels eines Programms manuell oder automatisch eingespeist oder aktualisiert werden können. Dafür notwendig ist eine Kombination aus:
- Speicher, z. B. der Cloud
- einem Controller
- einem Computerprogramm, um Content aufzubereiten
- dem Abspielgerät

Beim interaktiven Digital Signage wird Gestenerkennung und Gestensteuerung mit einem Digital-Signage-Bildschirm kombiniert.

## Typische Einsatzbereiche
Digital Signage wird zunehmend auf öffentlichen Plätzen eingesetzt. Dort werden Werbung und Information mittels elektronischer Laufschriften und digitalen Plakaten angezeigt. Auf Bahnhöfen und Flughäfen ist die elektronische Anzeige von An- und Abfahrtszeiten, Verspätungen etc. schon länger üblich. In U-Bahnen kann Werbung nach der Uhrzeit zielgruppengerecht angezeigt werden. Auch in Hotels, Großmärkten und Geschäften kommt immer mehr Digital Signage zum Einsatz (Instore TV). Im Unternehmensbereich kommt es zunehmend für die Eigenvermarktung (beispielsweise mittels Unternehmensfernsehen für Mitarbeiter) oder für Produktionsinformation in Werkhallen (siehe unten) zum Einsatz.
Auch Verlage nutzen Digital Signage, um an gut besuchten Standorten (Einkaufszentren, Fitness-Studios, Banken) Nachrichten und Werbung zu platzieren. Die Inhalte können dabei zielgruppengerecht angepasst werden. Die Kombination aus Veranstaltungshinweisen, lokalen Wetterinformationen und Nachrichten verspricht dabei eine höhere Aufmerksamkeit bei Kunden als rein statische Werbedisplays. Immer häufiger findet man Digital Signage Informations- und Werbevideos kombiniert mit den Anzeigen von Aufrufsystemen. Auch hierbei übertragen beide Systeme ihre jeweiligen Systemstärken aufeinander und profitieren voneinander.
Eines der ältesten und größten Digital-Signage-Netzwerke in Deutschland ist das „Berliner Fenster“. Seit dem Jahr 2000 wird es auf über 3700 Doppelmonitoren in über 1100 Wagen auf dem gesamten Streckennetz der Berliner U-Bahn gezeigt. Gesendet werden neben Nachrichten und verschiedenen Magazinformaten eine Vielzahl von Veranstaltungstipps, die das aktuelle kulturelle Leben der Metropole abbilden. Das Geschäftsmodell basiert auf der werblichen Vermarktung von Sendeplätzen zwischen den redaktionellen Beiträgen.

## Technik
Die Inhalte müssen in den meisten Fällen redaktionell bearbeitet werden. Hierbei wird oft auf die Arbeit von Agenturen zurückgegriffen, die Inhalte bereitstellen, oder man arbeitet mit Content-Management-Systemen, wobei Mitarbeiter die Inhalte vor Ort selbst pflegen. Generell kann man an einem Standort mit vielen Monitoren ganz individuelle Inhalte und Abspielzeiten anlegen. Man spricht dann von Kampagnen. Die digital aufgearbeiteten Medieninhalte, wie Video-Clips, Bilder, Texte, Sounds, Präsentationen, Fernsehen etc. werden z. B. am Point of Sale (POS) oder Point of Interest (POI) sekundengenau ausgespielt.
Die zentrale Verwaltung sowie die Übertragung bis hin zur Erstellung der Inhalte übernehmen leicht zu bedienende Content-Management-Programme. Die digitalen Inhalte werden meist mittels einer TCP/IP-Verbindung auf Client-PCs verteilt. Dabei kommen neben üblichen Rechnern meist lüfterlose Thin Clients zum Einsatz. Die Daten können, wenn keine TCP/IP-Verbindung zur Verfügung steht, auch per CD, DVD oder USB-Stick oder Compact-Flash-Karten auf die Endgeräte gespielt werden.

## Nutzen
Das Hauptargument von Anbietern von Digital-Signage-Systemen ist die Kostenersparnis. Bei konventionellen Schildern und Plakaten (Paper Signage) fallen bei jedem Wechsel der Inhalte Kosten an, da das Schild verändert oder das Plakat überklebt werden muss. Bei Digital Signage werden die geänderten Inhalte praktisch ohne Zusatzkosten elektronisch eingespielt. Dafür fallen höhere Anschaffungskosten für die Anzeigen sowie Stromkosten an.
Darüber hinaus ist die Aktualität der Inhalte ein weiteres Argument. Die Inhalte können sekündlich geändert werden. So kann zum Beispiel auf unterschiedliche Kunden reagiert werden und vormittags ein anderer Inhalt gezeigt werden, wenn die Hausfrauen und -männer einkaufen, als am frühen Abend, wenn die Singles im gleichen Geschäft unterwegs sind.
Es ist zudem möglich, durch Gesichtserkennung des Betrachters zielgruppenspezifische Inhalte anzuzeigen sowie die Effektivität einer Werbeanzeige durch Eye-Tracking zu messen. Dies hat gegenüber Plakatwerbung den Vorteil, dass Anzeigen durchgehend verbessert und damit kosteneffektiver gemacht werden können.
Digitale Signage Lösungen helfen bei der Umsetzung der UN-Behindertenrechtskonvention. So können sie Menschen mit Lese-, Seh- oder Verständnisschwierigkeiten den Zugang zu Informationen erleichtern, indem sie diese auf interaktiven Touchscreens präsentieren. Auf diesen lassen sich komplizierte Inhalte mithilfe von Piktogrammen, anschaulichen Grafiken oder Erklärvideos in leicht verständliche Botschaften transferieren und Schriftgrößen sowie Kontraste flexibel anpassen.

## Anwendungsbeispiele

### Handel

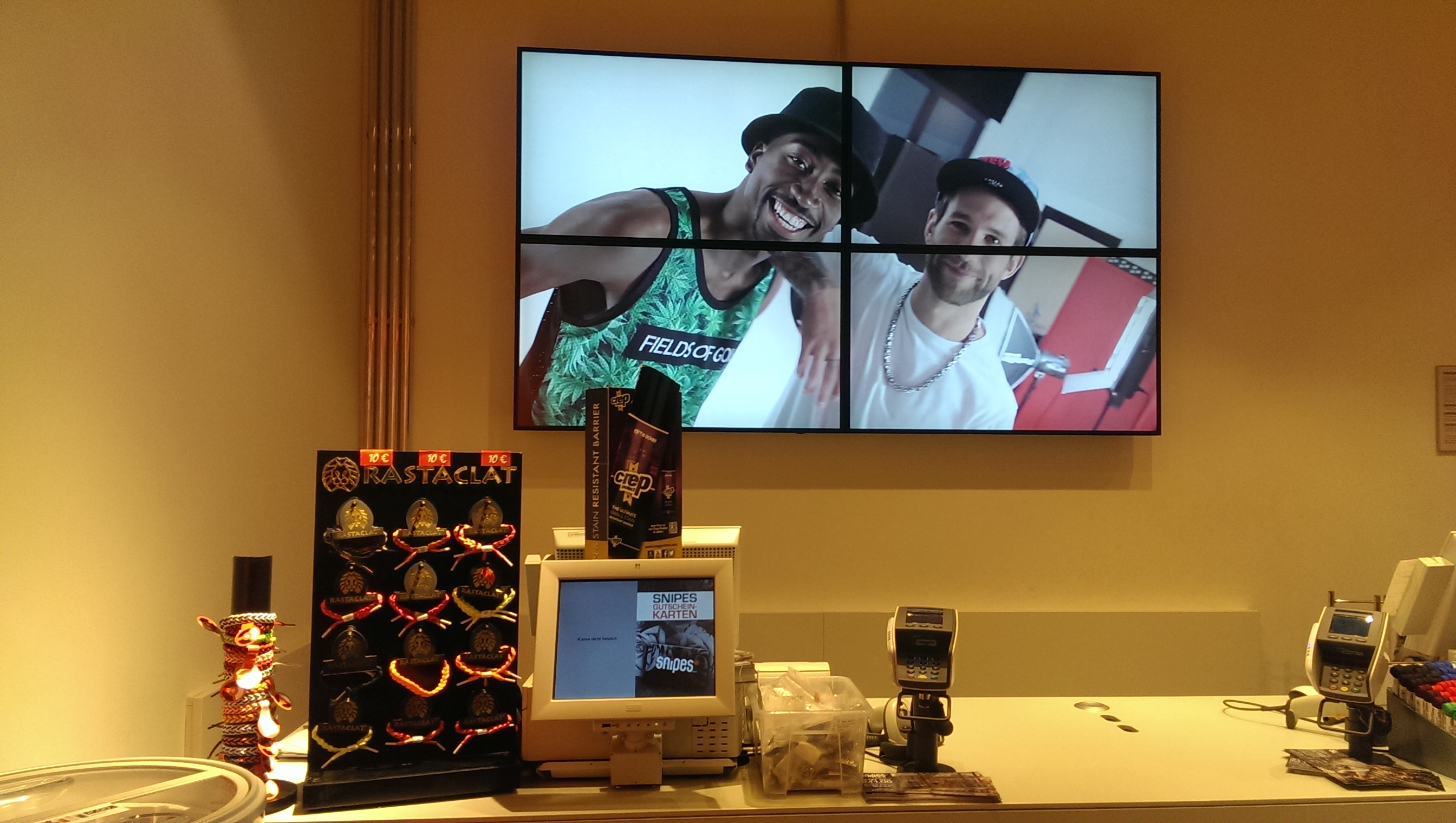
Digital Signage im Handel – Werbebildschirme in Einzelhandels-Filiale

Das größte Potential für Digital Signage bietet der Handel. Dort ersetzten digitale Displays und interaktive Kiosk-Systeme statische Werbeschilder und Leuchtreklame. Gerade für Filialen ist der Einsatz von Digital Signage über das Internet eine Möglichkeit, Kampagnen per Knopfdruck zu ändern und lokalen Gegebenheiten anzupassen.
Oft werden interaktive Touchterminals und Kiosk-Systeme genutzt, um den Online-Shop in den stationären Handel zu integrieren. Schnittstellen zur Warenwirtschaft erlauben dynamisch generierte Kampagnen.
Die digitale Transformation hat schon lange den Handel erreicht und Digital Signage ist ein wesentlicher Baustein dafür. Generell ist das primäre Interesse des Einzelhandels an Digital Signage, die Aufmerksamkeit des Kunden und somit auch dessen Kaufverhalten zu beeinflussen. Mithilfe digitaler Kommunikation, vor allem am POI und POS, soll so ein Mehrwert für das Einzelhandelsunternehmen und den Kunden geschaffen werden.

### Tourismus

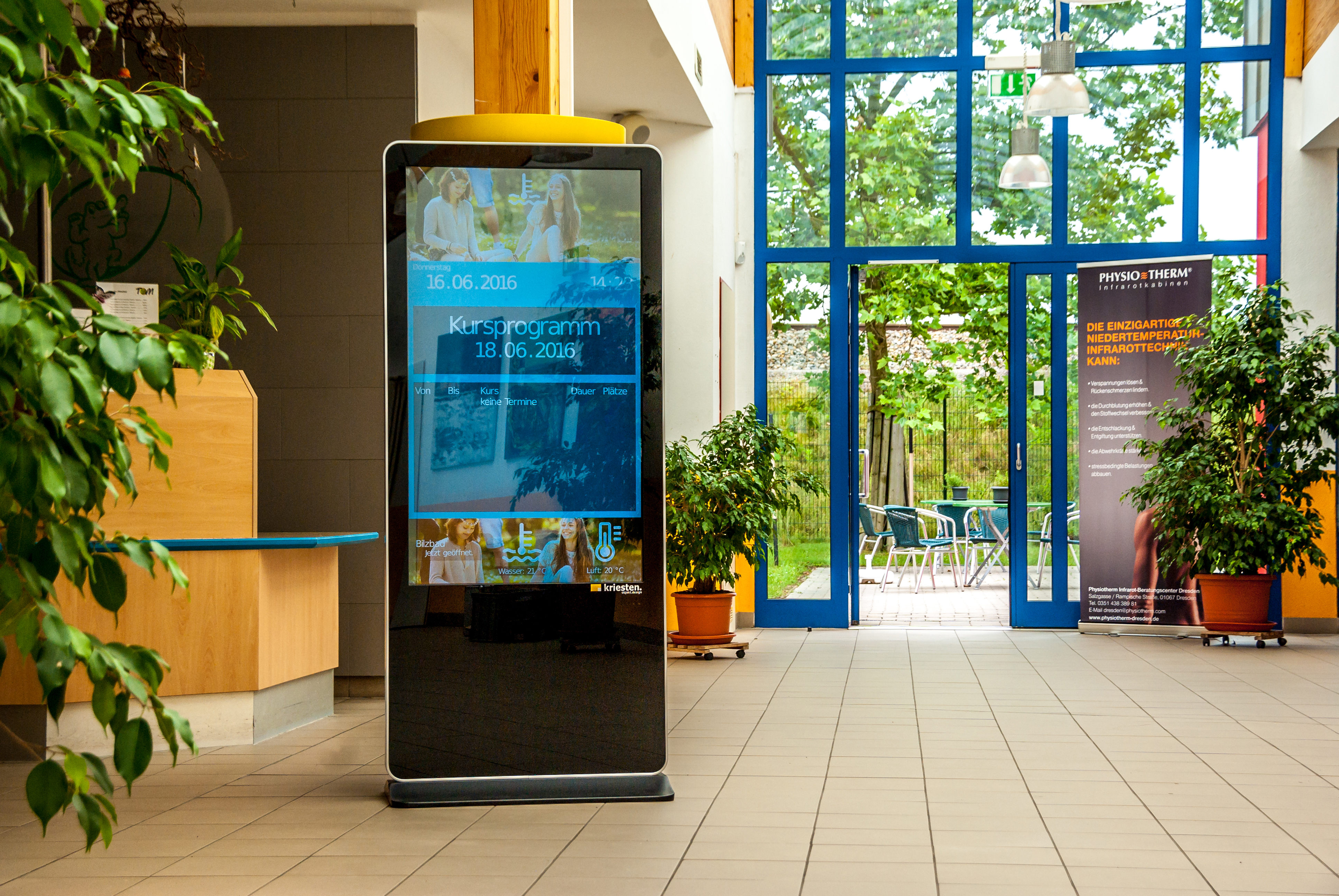
Digital Signage – Infoterminals in touristischen Einrichtungen

Im Tourismus-, Hotel- und Gastgewerbe vermittelt Digital Signage den Zugang zu aktuellen (Reise-)Informationen vermittelt. Sei es über Infoterminals am Point of Interest (z. B. Touristinformationen) oder im Stadtkern mittels interaktiver Outdoor-Terminals. Besucher oder Gäste der jeweiligen Destination haben so eine Möglichkeit, kostenlos und bequem alle relevanten Informationen über bestimmte Leistungsträger, Veranstaltungen oder geschichtliche Hintergründe zu erhalten. Im Umkehrschluss steigert diese Informationsweitergabe die Service-Qualität der Destination, da der Service 24/7 angeboten werden kann.
Weitere Beispiele für Digital Signage im Tourismusgewerbe:

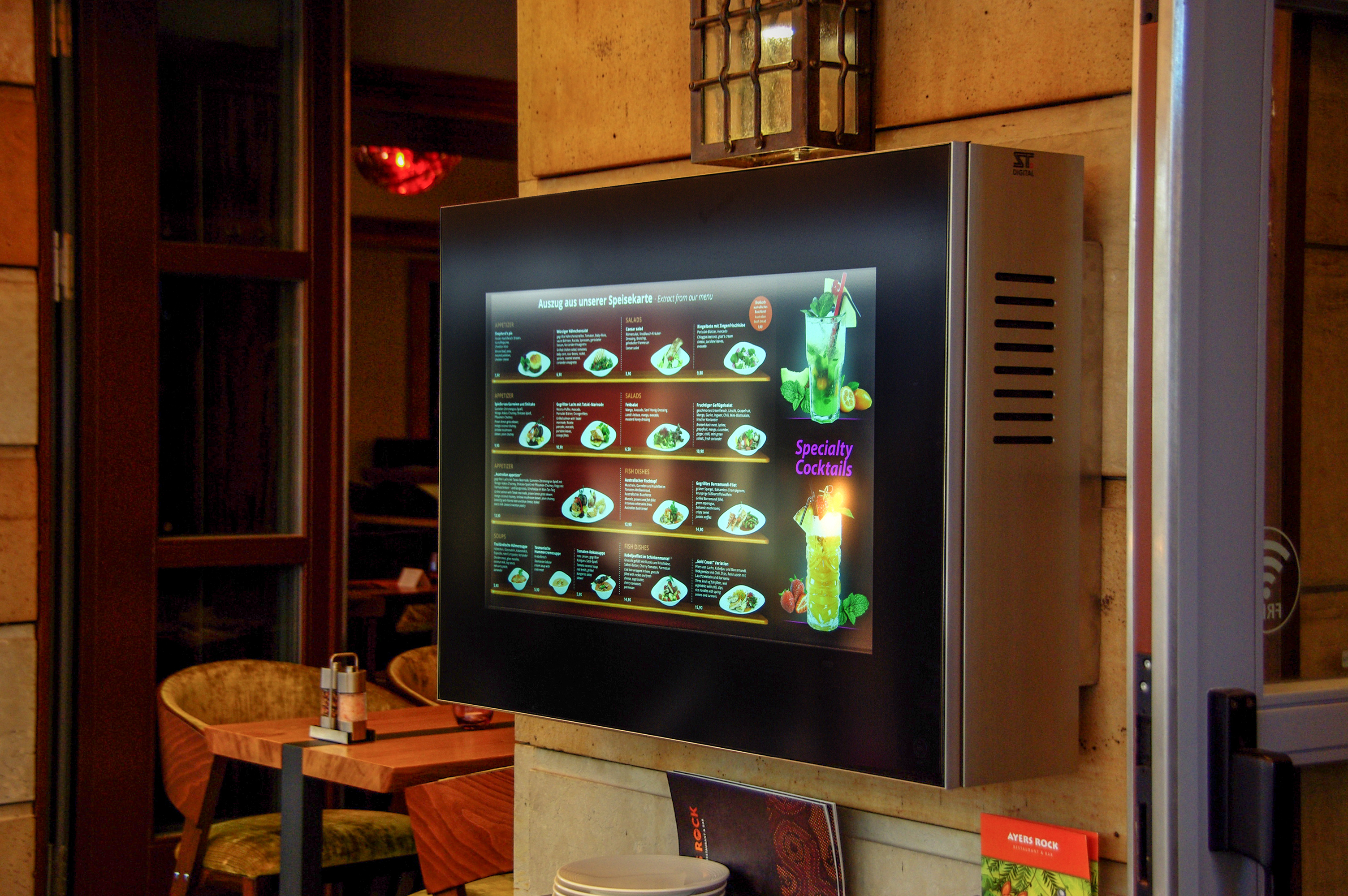
Digitale Speisekarte im Außenbereich

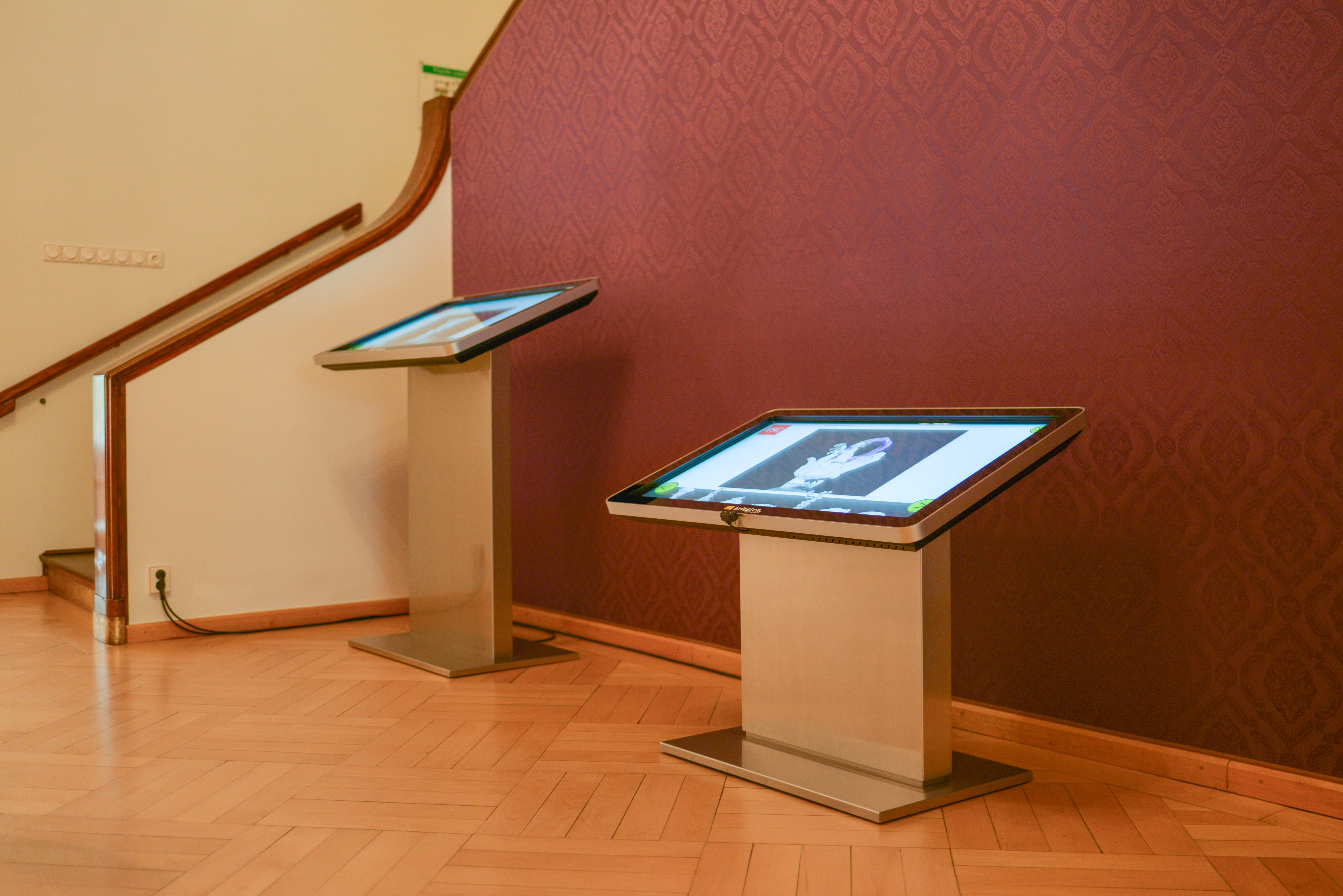
Barrierefreies Infoterminal im Museum

- Digital Signage in Hotel-Lobbys und Eingangsbereichen zur (personalisierten) Begrüßung aller Gäste oder Besucher über die jeweilige Örtlichkeit oder Einrichtung
- elektronische Speisekarten in Restaurants oder Gaststätten für eine modernere Außenkommunikation (u. a. durch die Einbindung medialer Inhalte wie Videos oder Bilder)[6]
- Steigerung der Service-Qualität durch mehrsprachige Informationsweitergabe
- Interaktive (barrierefreie) Infoterminals in Museen, Zoos oder anderen touristischen Einrichtungen[7][8]

### Schulen

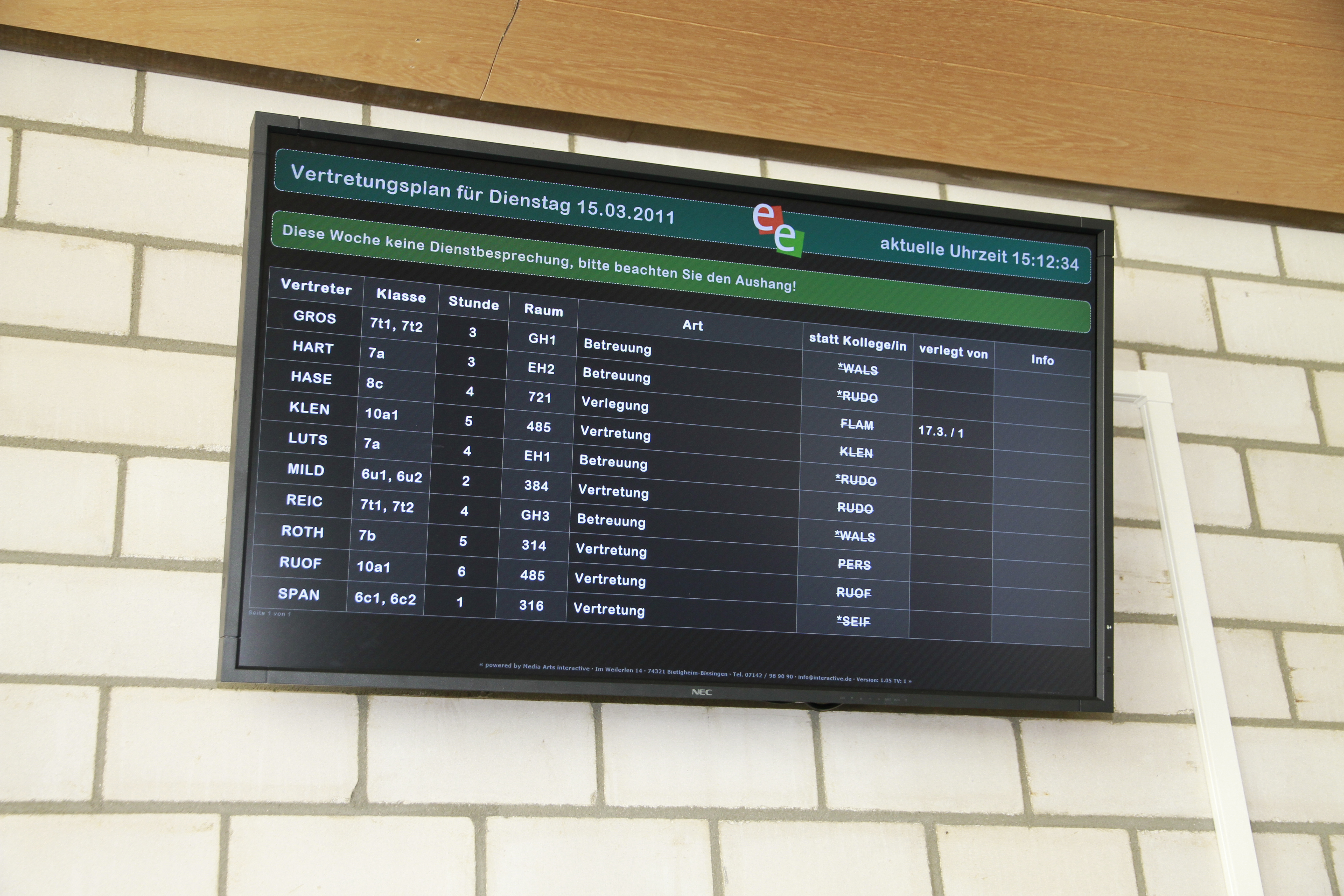
Digitaler Vertretungsplan auf einem Monitor im Lehrerzimmer

Die papierenen Vertretungspläne in Schulen werden zunehmend durch digitale Äquivalente ersetzt. An verschiedenen Punkten im Schulgebäude zeigen die vom Stundenplankoordinator gesteuerten Anzeigesysteme zielgruppenoptimiert die kurzfristigen Änderungen des Tages an. Lehrerzimmer, Mittelstufen- oder Oberstufenbereich können unterschiedliche Darstellungsmodi des Vertretungsplanes verwenden. So kann das Sortierkriterium je nach Zielgruppe der Lehrername, die Klasse oder die Kursleiste sein, auch das dargestellte Zeitfenster kann variieren.
Nachteilig ist, dass umfangreiche Datenmengen durch Überblendungen nacheinander präsentiert werden müssen, was zu mehr oder weniger langen Wartezeiten führt. Bei größeren Schulen bilden sich zu morgendlichen Stoßzeiten größere Wartegruppen, was den Einsatz entsprechend kostspieliger Großmonitore nötig macht.

### Kliniken

Schematischer Aufbau für Digital Signage in Kliniken

Eine klassische Anwendungsmöglichkeit für Digital Signage ist Fernsehen in Kliniken. Dabei werden die Inhalte vom Editor über das hauseigene Intranet direkt auf die Fernseher in die Patientenzimmer übertragen. Als Inhalt kommen etwa Speisepläne, Webcam-Bilder, Termin- und Veranstaltungshinweise, Unternehmensfilme und Ähnliches in Frage. Es ist auch möglich eine Live-Veranstaltung einzuspielen, wobei ein Kamerateam während der Veranstaltung Bild und Ton in die Patientenzimmer überträgt.

### Industrie
Ein weiterer Einsatzbereich ist die Visualisierung von Produktionsdaten in Fertigungsstätten. Dabei können aktuelle Stückzahlen oder Informationen über Soll- und Ist-Zustand wiedergegeben werden. Die Mitarbeiter in Fabriken oder an Laufbändern sind so immer über den aktuellen Stand der Produktion informiert. Die hohe Leuchtkraft und der große Blickwinkel von Plasma- oder TFT-Monitoren sorgen für gute Sichtbarkeit. Im Notfall können auch Warnhinweise über Störungen sofort angezeigt werden.

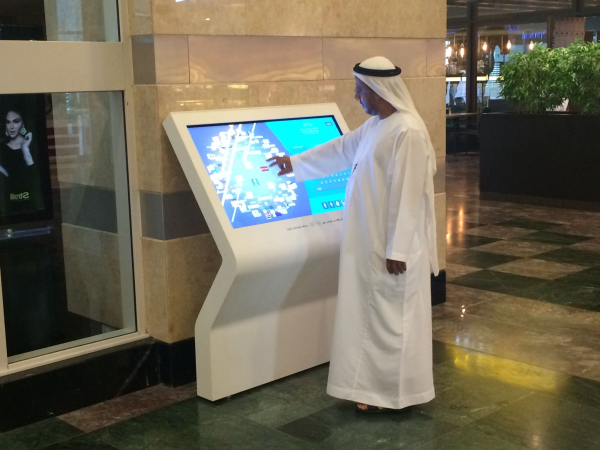
Digital Signage in Abu Dhabi

### Einkaufszentren
In immer mehr Einkaufszentren kommen umfangreiche Digital Signage Systeme zum Einsatz. Solche Einzelhandelszentren sind genauso wie Kaufhäuser das prädestinierte Beispiel für die Anwendung von Digital Signage. Angefangen bei der Kundenführung („Was finde ich wo?“) bis hin zur Vorstellung neuer Produkte. Die Zeit auf Rolltreppe, im Fahrstuhl oder auf dem Weg zur gewünschten Abteilung wird mit Videos verkürzt – kombiniert mit Werbung.
Einsatzbereiche von Digital Signage im Center-Bereich sind zum Beispiel digitale Displays als Hinweistafeln zu nutzen, Werbespots der Einzelhändler bzw. deren Lieferanten zu zeigen, Veranstaltungen anzukündigen oder Eigenwerbung des Centers zu platzieren.

## Wirtschaftliche Dimensionen für Digital Signage als Werbemedium
In der Studie von Global Market Insights (2016) wird prognostiziert, dass der globale Digital Signage Markt bis 2023 auf über 23 Milliarden US-Dollar anwachsen wird.
Lauf dem „invidis Jahrbuch 2016/2017“ wuchs der Gesamtmarkt 2015 im DACH-Bereich auf eine Milliarde Euro. 2007 gab es in Westeuropa laut einer Studie bereits rund 215.000 öffentliche Bildschirme, auf denen Werbebotschaften präsentiert wurden.